# Kwezi Télévision
Kwezi Télévision (ou simplement Kwezi TV ou encore KTV en abrégé) est une chaîne de télévision du groupe media local privé Kwezi à Mayotte, qui a également une radio : Kwezi FM 106.9, un quotidien numérique et papier : France Mayotte matin.

## Histoire
Kwezi TV est lancée le 1er avril 2011 et est diffusée sur le satellite. Durant les quinze premiers jours, la chaîne diffuse une présentation de ses programmes.
La chaîne se porte candidate pour la diffusion sur la TNT locale à la suite d'un appel réalisé le 23 novembre 2010 par le CSA. Le 19 juillet 2011, sa candidature est sélectionnée face aux projets concurrentiels de Télémante, La Voix Musulmane à Mayotte, STOI et May TV. Kwezi TV est lancée le 31 mars 2012 sur le canal 9 de la TNT mahoraise.
Le 16 mars 2016, les locaux de Kwezi TV ont été cambriolés et saccagés. La chaîne de télévision, privée d'une grande partie de son matériel, voit son existence menacée.

## Programmes
Les programmes de KTV sont les suivants :
- Le JTM : tous les soirs à 19h, 30 minutes d'infos locales
- Temps de parole : Patrick Millan reçoit tous les jours un invité pour un temps de parole de 13 minutes
- La Matinale de Kwezi FM : diffusion en direct de la Matinale de la radio de 6h à 8h30
- Les RDV de l'info : tous les week-ends à 19h, le résumé de l'actualité de la semaine commentée avec un invité
- Face à la rue : un invité issu du secteur économique, social, associatif, santé… face aux questions des gens de la rue
- Studio 101 : Dominique Georges décortique avec son invité, son parcours, ses valeurs, sa vision de Mayotte aujourd'hui et demain
- Les Bons Plans d'Ornella : tous les bons plans à Mayotte
- 100 % Mayotte : un magazine de 13 minutes qui met en valeur les pratiques, traditions et la culture au niveau local
- K Sport : magazine du sport mahorais : football, rugby, basket, volley, hand, athlétisme...
- Danses traditionnelles : magazine des danses traditionnelles mettant en valeur le tissu associatif local qui œuvre pour le maintien de la tradition